# 九三式防空気球
九三式防空気球（きゅうさんしきぼうくうききゅう）は、大日本帝国陸軍が開発・運用した無人の阻塞気球（防空気球）。

## 概要
陸軍は1931年（昭和6年）より列強各国の軍用気球についての審査研究を行い、防空用途に特化した気球の必要性を把握した。翌1932年（昭和7年）頃からこれの開発が開始され、1933年（昭和8年）3月には設計に着手、同年8月に「試製阻塞気球」の名で試作品の気嚢を2基、繋留索および繋留機をそれぞれ1機製作した。基本審査と実用試験の結果、防空用の気球として実用的な性能を持つとの判断が下り、「九三式防空気球」として1934年（昭和9年）1月に仮制式、あるいは同年3月頃に制式採用された。
供試という形で参加した1935年（昭和10年）度の関東軍冬季気球試験演習などから運用が始まり、それまで防空気球に転用されていた偵察用の繋留気球を置き換えていった。想定されていた用途は都市や要地の夜間防空だったが、1941年（昭和16年）3月には、航行中および停泊中の輸送船団の防空への適性を測るための実用試験も行われている。調達は1942年（昭和17年）頃まで続けられた。なお、これらの防空気球の中には重要施設の自主的な防空に用いるべく、民間へ払い下げられたものもあった。
設計に際しては輸入された外国製の気球も参考にされたが、製作は日本産の材料のみで可能であり、構造の単純化と併せて戦時の大量生産に配慮していた。上下の構造に共通性が持たせられた、1重のゴム球皮を用いた魚形の気嚢を持つ。この気嚢は可変容積式で、容積の変動に対応するためのゴム紐が下部両側面に設けられている。気嚢尾部には浮揚ガスの放出弁に加えて方向舵嚢と安定舵嚢が取り付けられており、同時期の偵察気球と比較して、舵嚢がより大面積であること、方向舵嚢に風受けを備えることなどの特徴があった。
昇騰は1基単独で行う形式に加えて、2基を連結させて昇騰高度を上昇させることも可能だった。また、30 m/sの風速がある中でも安全に昇騰させることができた。

## 諸元
出典：『日本陸軍試作機大鑑』 141頁。
- 全長：19.29 m
- 気嚢最大径：7.28 m
- 気嚢最大容積：450.0 m3
- 重量：約160 kg
- 標準昇騰高度：2,500 m（1基）、4,000 m（2連）
- 繋留索全長：4,300 m（1基）、6,300 m（2連）